# Мунджанцы
Мунджа́нцы — малочисленная этническая группа, которые являются одним из памирских народов. Ближайшие родственники народа йидга. Практически все мунджанцы проживают в высокогорье, на крайнем северо-востоке Афганистана, в долине реки Мунджан вилаята (провинции) Бадахшан, который находится между территориями Таджикистана и Пакистана.
По данным Ethnologue, в 2000 году количество мунджанцев составляло примерно 5300 человек. Практически все мунджанцы являются мусульманами-исмаилитами. От мунджанцев в XVIII веке отделились йидга и переселились из долины реки Мунджан в долину реки Луткух, перейдя на правую сторону Гиндукуша.
Мунджанцы разговаривают на своем мунджанском языке, являющийся одним из памирских языков, которые входят в юго-восточную подгруппу иранских языков. Мунджанский язык наиболее близок к языку йидга. Языки йидга и «мунджи» являются фактически продолжением древнего, ныне мертвого бактрийского языка. Кроме родного языка, практически все мунджанцы также владеют дари и пушту, так как живут вокруг таджиков, пуштунов и других памирских народов. Образование в основном получают на дари, так как этот язык является одним из двух (наряду с пушту) официальных языков Афганистана.
Мунджанцы в основном занимаются земледелием и скотоводством. Для мунджанцев характерны терассирование полей и проведение оросительных каналов для полива земли. Культурно и внешне (антропология) близки к йидга и остальным памирским народам.